# Фридрих Гессен-Кассельский (1771)
Принц Фри́дрих Ге́ссен-Ка́ссельский (нем. Friedrich von Hessen-Kassel) или, на датский манер, Фре́дерик Гессен-Кассенский (дат. Frederik af Hessen-Kassel), встречается также написание Фредерик Гессенский (24 мая 1771[…], Замок Готторп, Шлезвиг-Гольштейн — 24 февраля 1845[…], Панкер, Шлезвиг-Гольштейн) — датский фельдмаршал (1836) немецкого происхождения, активный участник Наполеоновских войн.

## Биография
Родился в 1771 году в Готторпе в семье датского генерал-фельдмаршала ландграфа Карла Гессен-Кассельского (1744—1836) и его супруги принцессы Луизы Датской (1750—1831). По линии матери являлся внуком короля Дании Фредерика V.
Принадлежа по рождению к высшей аристократии по отцу и к датской королевской семье по матери, принц «авансом» получил высшие военные чины. В 1778 году, в возрасте семи-восьми лет он был произведён в полковники, в 1783 — в генерал-майоры, в 1789 году — в генерал-лейтенанты, и примерно тогда же, в 18 лет, начал свою действительную службу.
С 1800 по 1808 год принц Фридрих был губернатором Рендсбурга (ныне — Германия; тогда город принадлежал Дании). В 1801 году он был награждён высшим датским орденом Слона. В ходе Датско-шведской войны 1808—1809 годов принц Фридрих командовал частью датских войск в Норвегии; в 1810—1813 годах являлся вице-губернатором датской Норвегии.
В ходе Наполеоновских войн, Дания, хотя и чрезвычайно пассивно, выступала на стороне Наполеона. Несмотря на то, что в тот период Дания была гораздо более крупным государством, чем сегодня, и включала в себя, помимо собственно Дании, Норвегию, Исландию, Шлезвиг-Гольштейн; её южная граница шла по окраинам Гамбурга, а северная упиралась в то, что сегодня является Мурманской областью России, в военном отношении Дания была уже достаточно слаба, а её звезда одной из великих держав Европы — закатилась. Датский флот в ходе Англо-датской войны 1807—1814 годов, являвшейся частью Наполеоновских войн, ещё в 1807 году был сожжён англичанами на рейде Копенгагена. Дания прилагала все усилия, чтобы отклонить просьбы Наполеона об отправке воинских контингентов в его армию, либо свести к минимуму их численность.
В 1813 году над Данией нависла серьёзная угроза утраты самостоятельности — Великобритания, Швеция, Пруссия и Россия совместно выступили против потерпевшего поражение в 1812 году Наполеона, а французы, казалось, не имели достаточно сил, чтобы прикрыть территорию союзника от вторжения.
В этой ситуации Дания собрала армию, которая официально именовалась вспомогательным корпусом, командование которой было вверено принцу Фридриху. Принц Фридрих выступил навстречу шедшему в Данию русско-прусско-шведскому корпусу под командованием англо-ганноверского генерала русской службы Людвига фон Вальмодена, и нанёс ему поражение в решающем бою (англ.). За этот успех принц Фридрих был награждён большим крестом ордена Данеброг.
После этого принц Фридрих отвёл войска в Гольштейн, оказавшись таким образом в тылу у сильного французского корпуса маршала Даву, который продолжал удерживать Гамбург. Упорство Даву и неожиданно проявившиеся полководческие способности принца Фридриха способствовали тому, что русские и их союзники отказались от идеи завоевания Дании, посчитав, что после падения Франции, она перейдёт на их сторону. Так и случилось.
После Наполеоновских войн Дания подписала мирные договоры с Великобританией и Швецией в Киле, по которым отказывалась от Норвегии в пользу Швеции. Великобритания получала важный по своему расположению в Балтийском море у немецкого побережья остров Гельголанд. В качестве компенсацию за утрату Норвегии Дания должна была получить Шведскую Померанию, однако, поскольку Норвегия взбунтовалась против шведского правления, и Швеции пришлось завоёвывать её силой, то Померания не была передана Дании, вместо этого её получила Пруссия, безуспешно требовавшая Шлезвиг.
Несмотря на все эти значительные потери, основная территория Дании (за исключением Копенгагена), практически не пострадала в ходе Наполеоновских войн и благодаря маневрированию датских дипломатов избежала участи стать зоной боевых действий.
Уже в 1815 году принц Фридрих во главе того же корпуса был командирован в русско-прусско-австрийскую армию направленную против Наполеона, вернувшегося с Эльбы. Непосредственного участия в боевых действиях против французов датский корпус принять не успел, однако вплоть до 1818 года, наряду с русскими, австрийскими и прусскими войсками оставался расквартированным (под командованием принца) на территории Франции.
По возвращении на родину, принц Фридрих вновь был назначен губернатором Рендсбурга и главнокомандующим в Шлезвиг-Гольштейне. В 1836—1842 годах он занимал пост генерал-губернатора Шлезвиг-Гольштейна. С того же 1836 года являлся фельдмаршалом. Скончался в 1845 году.

## Брак и дети
Принц Фридрих не имел законных детей, однако имел сына, рождённого в 1803 году от любовницы Йоханны Янсен, которого назвали Кристианом Фридрихсеном (фамилия, содержавшая намёк на его происхождение и отца).
В 1813 году принц женился на разведённой немецкой баронессе Кларелии Доротее фон Лилиенкрон (урождённой фон Брокдорф; 1778—1836). Этот брак считался мезальянсом, так как супруга принца не принадлежала к какой-либо владетельной династии. Кроме того, со временем выяснилось, что она не может иметь детей.
Когда это стало очевидным, внебрачный сын принца, Кристиан Фридрихсен (1803—1866) был возведён (в 1819) году в датское дворянское достоинство с фамилией Лёвенфельд. Он дослужился до майора датской армии и имел придворный чин камергера.

## Важнейшие награды
- Орден Слона (1801;  Дания).
- орден Данеброг (Большой крест, 1813;  Дания).